# Резников, Вадим Федотович
Вади́м Федо́тович Ре́зников (5 сентября 1925 — 2 октября 1996) — председатель колхоза «Победа» (позже — агрофирма) Каневского района Краснодарского края. Дважды Герой Социалистического Труда (1957, 1985).

## Биография
Родился 5 сентября 1925 года в городе Красный Луч Ворошиловградской области УССР.
С 1941 по 1942 год был на трудовом фронте. С 1942 года по 1945 год участвовал в боях с фашистской Германией, где был дважды ранен. За участие в Великой Отечественной войне 1941—1945 гг. награждён двумя орденами Красной Звезды, 2 медалями «За отвагу», «За взятие Вены», «За освобождение Праги», «За взятие Будапешта», «За победу в Великой Отечественной войне 1941—1945 гг.», «20 лет Победы в ВОВ», «60 лет Вооруженных сил СССР», «30 лет Победы в ВОВ», «60 лет Вооруженных сил СССР», «70 лет Вооруженных сил СССР».
Воевал в Великой Отечественной войне. Участвовал в битве за город-герой Новороссийск, фронтовыми дорогами дошёл до Берлина.
В 1949 году окончил Азово-Черноморский сельскохозяйственный институт, после чего работал по специальности.
В 1954 году участвовал во Всесоюзной сельскохозяйственной выставке в Москве.
С 1957 года работал председателем колхоза «Победа» (ранее — колхоз имени Сталина), в котором выращивались утки. Колхоз Вадим Федотович возглавлял 47 лет. Это хозяйство знали далеко за пределами Краснодарского края.
В 1981 году Указом Президиума Верховного Совета СССР за успехи, достигнутые в выполнении планов десятой пятилетки по производству и продаже государству продуктов земледелия и животноводства, колхоз «Победа» награждён орденом Трудового Красного Знамени. В 1982 году этому хозяйству присвоено звание «Коллектив высокой культуры животноводства».
Депутат Совета Союза Верховного Совета СССР 9—11 созывов (1974—1989) от Краснодарского края, депутат Верховного Совета РСФСР, кандидат экономических наук.
Умер 2 октября 1996 года.

## Награды
- Дважды герой Социалистического Труда.
- Пять орденов Ленина, орден Трудового Красного Знамени, боевые награды.
- 7 сентября 1995 года награждён орденом «За заслуги перед Отечеством» III степени.[4]
- Заслуженный работник сельского хозяйства Кубани.[5]

## Память
- 2 июня 1988 года перед зданием правления агрофирмы-племзавода «Победа», по улице имени Горького, был открыт бронзовый бюст В. Ф. Резникову.
- В честь Героя названа одна из улиц станицы Каневской.